# BonziBuddy
BonziBuddy, stilizzato come BonziBUDDY, (pronunciato /b ɒ n z i b ʌ d iː / BON-zee-bud-ee) era un assistente virtuale desktop freeware creato da Joe e Jay Bonzi. A scelta dell'utente, raccontava barzellette ed eventi, gestiva i download, cantava canzoni e parlava, tra le altre funzioni. Alcune versioni del software sono state descritte come spyware e adware.
Il software utilizzava la tecnologia Microsoft Agent simile all'Assistente di Office, e originariamente presentava Portobello (Peedy in originale), un pappagallo verde preso direttamente dalla lista di personaggi disponibili con Microsoft Agent. Le versioni successive al maggio del 2000 introdussero un nuovo personaggio: Bonzi, il gorilla viola. Il programma utilizzava anche la sintesi vocale per interagire con l'utente. La voce si chiamava Sydney ed era stata presa da un vecchio pacchetto Lernout & Hauspie Microsoft Speech API 4.0. In alcuni software viene spesso indicato come Adult Male #2.
BonziBuddy fu interrotto nel 2004 dopo che la società dietro di esso dovette affrontare numerose cause legali riguardanti il software e fu condannata a pagare multe salate. Il sito web di Bonzi rimase aperto dopo l'interruzione di BonziBuddy, ma fu poi chiuso nel 2008.

## Critica
Nell'aprile 2007, i lettori di PC World hanno votato BonziBuddy al sesto posto in una lista denominata "I 20 prodotti tecnologici più fastidiosi". Un lettore è stato citato per aver criticato il programma perché "continuava a comparire e oscurava le cose che dovevi vedere".
Una delle ultime testate a scrivere su BonziBuddy mentre era ancora in distribuzione lo ha descritto come uno spyware e una "piaga di Internet". Un altro articolo scritto nel 2006 sul sito web BusinessWeek descriveva BonziBuddy come "il trojan spyware incredibilmente fastidioso".

### Spyware
Diverse fonti identificano BonziBuddy come spyware, affermazione contestata dalla società. Nel 2002 un articolo su Consumer Reports Web Watch ha etichettato BonziBuddy come spyware, affermando che contiene un trojan backdoor che raccoglie informazioni dagli utenti. Le attività di cui il programma è accusato includono il ripristino costante della home page del browser web dell'utente su bonzi.com anche senza consenso dalla sua parte, la richiesta e il monitoraggio di varie informazioni sull'utente e la frequente apparizione di annunci pubblicitari a schermo.
Trend Micro e Symantec hanno entrambi classificato il software come adware. Spyware Guide afferma a sua volta che si tratta di un adware.

## Problemi legali
Internetnews.com ha segnalato la risoluzione di una class action il 27 maggio 2003. Inizialmente intentata contro Bonzi Software il 4 dicembre 2002, la causa accusava Bonzi di utilizzare i propri banner pubblicitari in modo tale da imitare gli avvisi dei computer Windows, dicendo all'utente che il suo indirizzo IP era stato trasmesso. Nell'accordo, Bonzi Software accettò di modificare i propri annunci in modo che assomigliassero meno alle finestre di dialogo di Windows in modo da renderli più simili a pubblicità reali.
Il 18 febbraio 2004, la Federal Trade Commission rilasciò una dichiarazione in cui si indicava che la Bonzi Software, Inc. era stata condannata a pagare 75000 $ in tasse, tra gli altri aspetti, per aver violato il Children's Online Privacy Protection Act raccogliendo informazioni personali da bambini di età inferiore a 13 anni per mezzo di BonziBuddy.